# (136617) 1994 CC
(136617) 1994 CC er en nærjords-asteroide, der blev opdaget d. 3. februar 1994 af Spacewatchs Jim Scotti. I juni 2009 viste den sig at være en hovedmasse med to satellitter. Kun omkring 1 procent af asteroider nær Jorden observeret af en radar har et sådan system.

## References
1. ↑  "Spacewatch Discoveries for 1994". Spacewatch NEO Detections by Year. University of Arizona. 22. august 2009. Arkiveret fra originalen 2. september 2009. Hentet 20. august 2010. Spacewatch Discoveries for 1994. Arkiveret 2. september 2009 hos  Wayback Machine
2. ↑  "Triple Asteroid System Triples Observers' Interest". NASA. 6. august 2009. Arkiveret fra originalen 8. november 2010. Hentet 20. august 2010. Radar imaging at NASA's Goldstone Solar System Radar on June 12 and 14, 2009, revealed that near-Earth asteroid 1994 CC is a triple system.